# Farlig fåfänga
Farlig fåfänga är en kriminalroman av Stieg Trenter utgiven 1944. Här uppträder för första gången Harry Friberg som huvudperson och berättare. 

## Handling
Fotografen har tänkt sig en tids aprilsemester efter att under fyra års tid ha arbetat intensivt med att bygga upp sin fotofirma. Han har just anställt sin tredje assistentfotograf och firar med en supé som inledning till semestern. På restaurangen återser han en gammal skolkamrat, Paul Groth. De följs åt till galleri Exklusiv Konst, där Groth ska ha vernissage påföljande dag. En av tavlorna, föreställande en vacker mörkögd kvinna, vandaliseras medan de befinner sig där.
En av Fribergs fotografer blir inkallad till militärtjänstgöring, så Friberg får uppskjuta semestern en dryg vecka för att ta hand om ett industrifotograferingsuppdrag i Göteborg. Under tiden har Groths utställning gjort stor succé, Groth hyllas som årtiondets debutant. Efter återkomsten blir Friberg inbjuden till en sen måltid i Groths hem på Fåfängan, där han bevittnar en rad underliga händelser vid ankomsten. I väntan på supén läggs åtskilliga tecken på spänningar mellan de närvarande i dagen. Som dramats höjdpunkt ger sig den upprörde och skadade Groth ensam ut i trädgården, där han strax därpå faller till döds utför ett stup. Har han knuffats av den mystiske besökare han kort dessförinnan var i slagsmål med uppe i sin ateljé? Eller har han snubblat över det brustna gröna bomullssnöre som senare befinns uppspänt mellan ett par träd?
Förutom att handlingen huvudsakligen utspelas på Fåfängan utgör fåfänga, stolthet och svartsjuka bärande motiv. Mördaren grips efter att ha förgått sig vid den konfrontation med samtliga inblandade som arrangerats av kommissarie Lind.

## Persongalleri
- Harry Friberg, 27, press- och reklamfotograf, amatördeckare
- Artur Lind, kriminalkommissarie (medverkade även i Trenters debutroman; Ingen kan hejda döden)
- Hellvig, överkonstapel
- Paul Groth, 25, konstnär och grafiker i ropet, bär  mörka glasögon för att skydda sina överansträngda ögon, gammal skolkamrat med Friberg
- Anna Groth, Pauls åldriga och rullstolsbundna mor
- Lena Groth, hemmadotter, Pauls syster
- Maud Björkman, ägare av galleriet Exklusiv Konst där Paul Groth just ställer ut
- Gösta Ring, konstnär, kurskamrat med Groth på akademin
- Fritz G:son Bergsten, ägare av galleriet Konstsalongen, konkurrent till Exklusiv Konst
- Elisabeth Motell, doktorinna, boende på nedervåningen i villan intill Groths, bildskön modell för flera målningar av Groth
- Ivan Motell, doktor och radioföreläsare
- Inger Antons, modist, Paul Groths f.d. fästmö
- Marianne Sofia Häggström, 10, rymling från Hammarby Skolhem
- Alexander Ström, aktuarie, boende på övervåningen i villan intill Groths
- Karin Eker, sekreterare på Konstsalongen
- Amalia Kugge, migränpatient som får hembesök av doktor Motell, som ger henne ett par injektioner av ergotamin

## Miljöer
Fåfängan i Stockholm. I ett par prångiga gamla villor med stora likheter med verklighetens kråkslott, Bergshyddan bor Paul Groth och paret Motell. Motells har en granne på övervåningen, aktuarie Ström. Både Motells och Ström framhåller bostadsbristen i Stockholm under krigsåren som skäl till att de bor i ett gammalt kråkslott uppe på berget, en god bit från spårvagnens ändhållplats vid Danvikstull. Villornas trädgårdar vetter mot bergsstupet ner mot Tegelvikskajen. Groth dödas genom ett fall utför stupet och en stor del av handlingen utspelas uppe på berget. Bland annat knuffas Harry Friberg och Maud Björkman ner på Saltsjöbanans spår. Det pågår byggarbete med sprängningar vid viadukten mot Danvikstull, därför tar man ibland den andra vägen upp över berget förbi krönet.
I romanens inledning sitter Harry Friberg på restaurang Cattelin i Gamla Stan och superar på kalvhjärna med franska assietter (lökdoftande sallad, finskuren komage och andra delikatesser) som aptitretare. Det framgår att han är stamkund, eftersom servitrisen föreslår kalvhjärna då hon vet att han uppskattar det och det är en råvara som inte alltid finns inne. Servitrisen föregriper också hans beställning av en halvflaska Vino Rosso till måltiden. Det framgår att det är restaurangens kontinentala atmosfär som lockar Friberg; där samlas diplomater, utlandsjournalister och skådespelare, konversationen surrar i luften på minst sju språk.
Radion står på som ackompanjemang till de dramatiska händelser som inträffar medan en stor del av persongalleriet befinner sig samlade i Groths hem för en sen måltid. Dels hörs den frånvarande doktor Motell som deltagare i ett radiosamtal med en präst. Detta samtal visar sig senare ha varit inspelat på platta. Dels fastställs tidpunkten för Paul Groths ödesdigra fall genom att hallåmannen avslutar nyhetssändningen från TT just som det utdragna skriet hörs utifrån trädgården.
Flera spårvagnsresor skildras - Friberg har ännu ingen bil. På spårvagnen tas avgiften upp mot kvitto av konduktör.